# Mallochohelea hansfordi
Mallochohelea hansfordi är en tvåvingeart som beskrevs av Meillon och Wirth 1983. Mallochohelea hansfordi ingår i släktet Mallochohelea och familjen svidknott. Inga underarter finns listade i Catalogue of Life.